# 厄朗
厄朗（法語：Heuland，法語發音：[ølɑ̃] ⓘ）是法国卡尔瓦多斯省的一个市镇，属于利雪区。

## 地理
厄朗（49°16'43"N, 0°0'6"W）面积3.02 平方千米，位于法国诺曼底大区卡爾瓦多斯省，该省份为法国西北部沿海省份，北濒大西洋英吉利海峡，东北与滨海塞纳省以海上边界相接，东临厄尔省，南至奧恩省，西与芒什省接壤。
与厄朗接壤的市镇（或旧市镇、城区）包括：昂热维尔、布朗维尔、克雷斯沃耶、达内斯塔勒、欧日地区杜维尔、欧日地区圣瓦斯特。

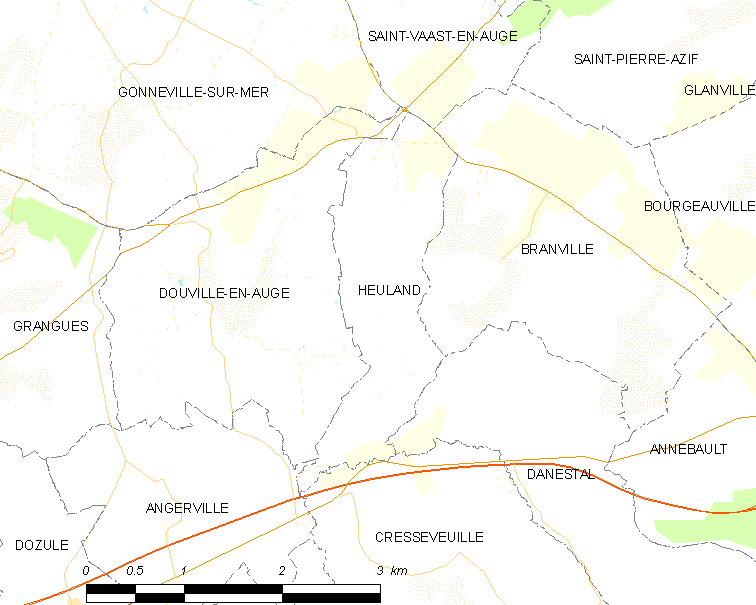
厄朗的OSM定位图

厄朗的时区为UTC+01:00、UTC+02:00（夏令时）。

## 行政
厄朗的邮政编码为14430，INSEE市镇编码为14329。

## 政治
厄朗所属的省级选区为卡堡县。

## 人口

1962-2008年间厄朗人口变化图示

厄朗于2022年1月1日时的人口数量为137人。